# Lippoldshöhle

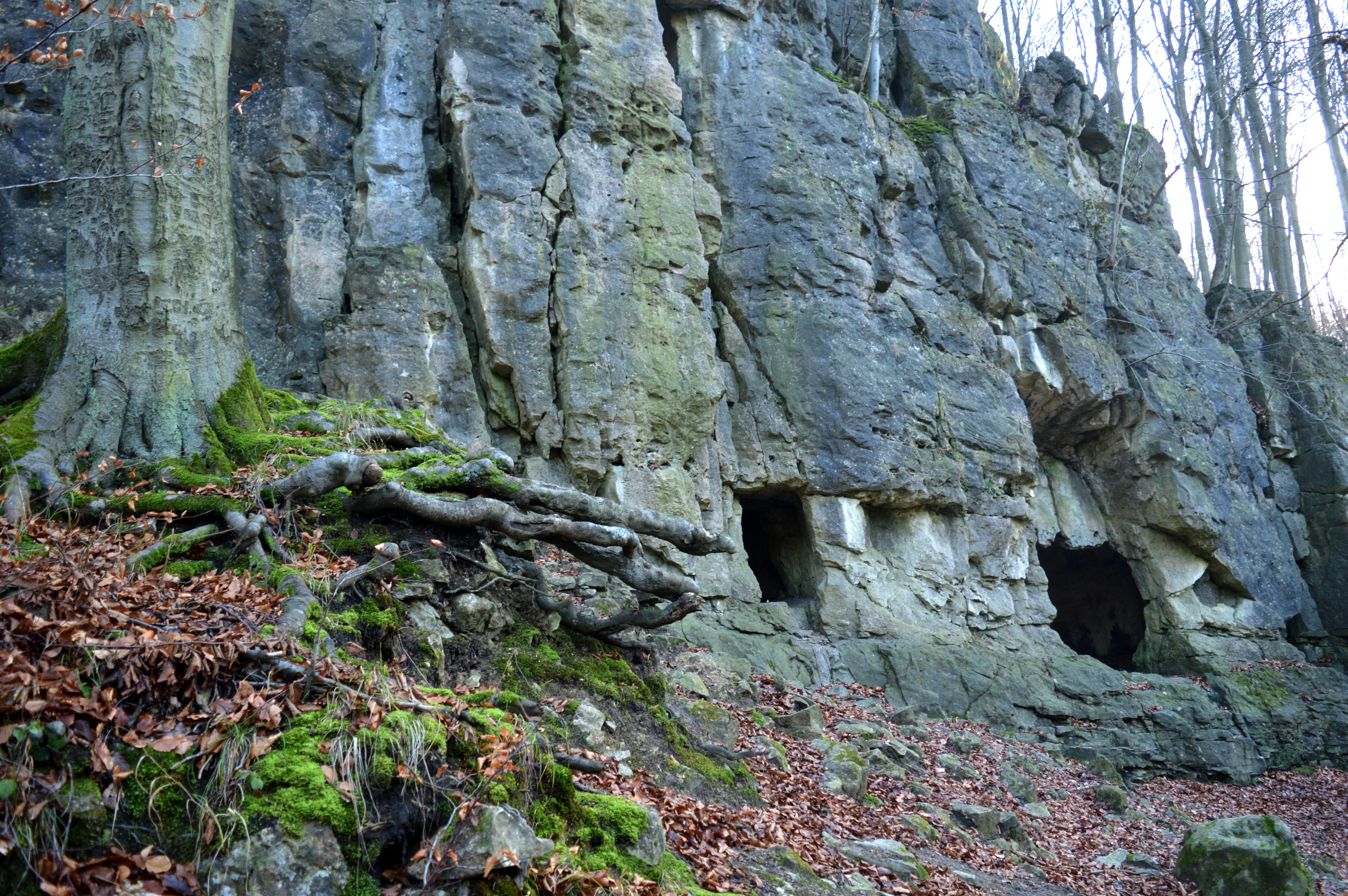
Außenbereich

Die Lippoldshöhle ist eine Höhle im Reuberg im Leinebergland in Niedersachsen (Deutschland), die im Mittelalter als Burg diente.

## Geographische Lage
Die Lippoldshöhle liegt knapp 2 km südwestlich von Brunkensen oberhalb des Tals der Glene, einem südwestlichen Leine-Zufluss. Sie befindet sich am Glenedurchbruch zwischen dem Reuberg und Duinger Berg. Vom Parkplatz an der Glenetalstraße ist sie nach etwa 5 min Fußweg erreicht.

## Beschreibung

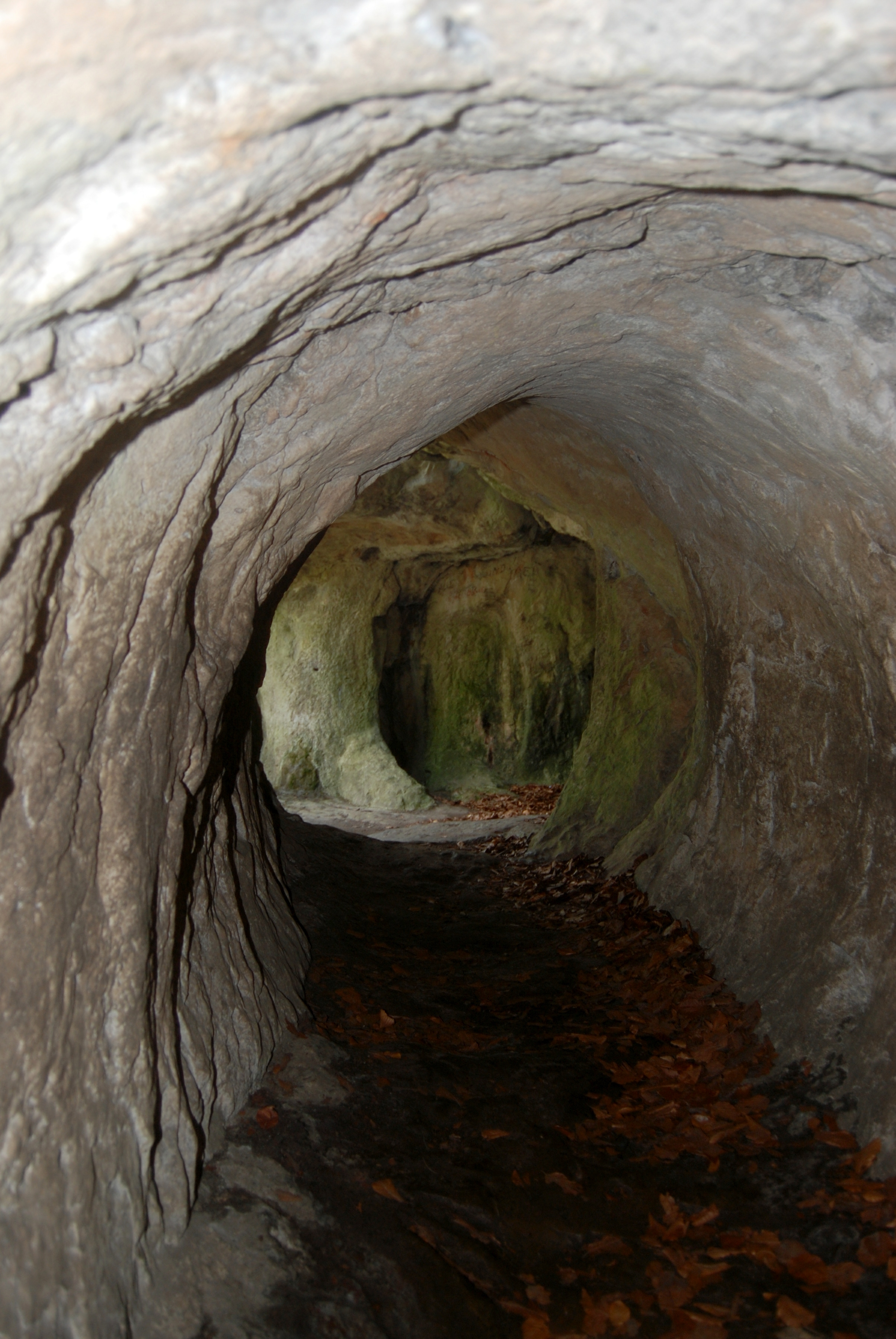
Ein Tunnel der Lippoldshöhle

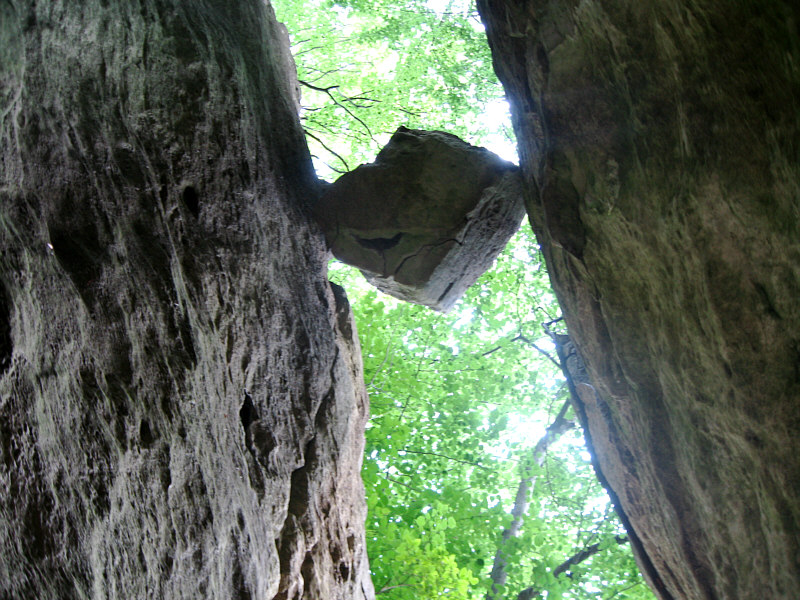
Der „Lügenstein“

Die von der Natur geschaffenen Felsspalten wurden künstlich zu einem Erdstall erweitert und dienten im Mittelalter als Sperrburg. Doch schon vorher dürfte die Höhle ebenso wie der nahe „Lügenstein“ religiösen Zwecken gedient haben.
Die erste urkundliche Erwähnung datiert aus dem Jahr 1466, als der Hildesheimer Bischof „vor dat Lippoldshohl“ zog, um eine Straße zu versperren. Die Zeit war geprägt von Auseinandersetzungen um den Bereich zwischen Hohenbüchen und Brunkensen, so dass die Höhle zur Quelle zahlreicher Sagen aus dem Gebiet wurde. Die bekannteste Sage ist die vom Räuber Lippold, die auch heute noch in der Ortsgeschichte Brunkensens lebendig ist: Einmal im Jahr am Himmelfahrtstag reitet der Räuber Lippold in den Ort und eröffnet die Feierlichkeiten rund um die Lippoldshöhle.
Die Höhle besteht aus mehreren über Gänge verbundenen Kammern sowie einer natürlichen Felsspalte, dem sogenannten „Schornstein“, der ursprünglich als Einstieg gedient haben dürfte. Die Räume sind als „Küche“, „Stube“ und „Gefängnis“ bekannt. Zahlreiche Balkenlöcher in der Felswand lassen auf hölzerne Anbauten rückschließen.
Der Einstieg in die Höhle geschieht heute über die Küche oder über eine Stahltreppe in den etwas höher gelegenen Gang zum Gefängnis. Im Inneren der Höhle hilft eine Stahlleiter, den Höhenunterschied im Hauptgang zu überwinden.